# Empoasca plex
Empoasca plex är en insektsart som beskrevs av Rowland Southern 1982. Empoasca plex ingår i släktet Empoasca och familjen dvärgstritar.
Artens utbredningsområde är Peru. Inga underarter finns listade i Catalogue of Life.